# A-League Women
La A-League Women, nota precedentemente come W-League e conosciuta anche come Ninja A-League per motivi di sponsorizzazione, è la massima serie del campionato australiano femminile di calcio ed è posta sotto l'egida della Federazione calcistica dell'Australia (FFA). La prima stagione fu organizzata nel 2008-2009 e per la stagione 2015-2016 hanno partecipato 9 squadre. La A-League Women ha cadenza annuale, inizia ad ottobre e termina a gennaio. Tutte le squadre partecipanti alla A-League Women, eccetto il Canberra United, sono associate a squadre partecipanti alla A-League Men.

## Storia
Dopo che nel 2004 fu chiusa la Women's National Soccer League, il calcio femminile australiano mancava di un campionato di alto livello. Nel 2007 Tom Sermanni, allora allenatore della nazionale australiana di calcio femminile, che aveva appena conquistato i quarti di finale del campionato mondiale 2007, dichiarò che era molto importante per lo sviluppo dell'intero movimento avere un campionato di calcio nazionale. L'anno dopo, la Federazione calcistica dell'Australia (FFA) creò la W-League. Il campionato era inizialmente composto di otto squadre: Adelaide United, Queensland Roar, Canberra United, Central Coast Mariners, Melbourne Victory, Newcastle Jets, Perth Glory e Sydney FC. Sette delle otto squadre erano associate a una squadra della A-League, eccetto il Canberra United. Il primo campionato iniziò ad ottobre 2008 e fu vinto dal Queensland Roar. Nel 2009 il Queensland Roar cambiò denominazione in Brisbane Roar. Nel 2010 il Central Coast Mariners fu costretto a ritirarsi dal campionato per mancanza delle risorse finanziarie necessarie per affrontare il campionato, così che la W-League vide ridursi il numero di squadre a sette. Nel 2012 il campionato tornò ad essere composto da otto squadre, grazie all'ingresso del Western Sydney Wanderers. Un'ulteriore espansione ci fu nel 2015, quando il campionato fu allargato a nove squadre con l'arrivo del Melbourne City. Nella stagione 2015-2016, la prima in W-League, il Melbourne City vinse prime tutte e dodici le partite della prima fase e poi andò a conquistare il titolo nella finale contro il Sydney FC.
Prima dell'inizio della stagione 2021-2022 il campionato subisce delle modifiche: il 10 settembre 2021 viene annunciato che al torneo si aggiungerà una decima squadra, le neozelandesi del Wellington Phoenix e qualche settimana più tardi, il 29 settembre 2021, che il torneo muta la denominazione da W-League a A-League Women.
In quello stesso mese vine annunciata un'ulteriore espansione a 12 squadre per il campionato 2022-2023, con il ritorno del Central Coast Mariners e l'arrivo del Western Utd.

## Formato
Il campionato si compone di due fasi. Nella prima fase ognuna delle dieci squadre disputa 12 incontri, affrontando le altre squadre almeno una volta. Il sistema di assegnazione del punteggio prevede 3 punti per la squadra vincitrice dell'incontro, 1 punto a testa in caso di pareggio e nessun punto per la squadra sconfitta. Al termine della prima fase le prime sei classificate accedono alla seconda fase per l'assegnazione del titolo: la prima classificata affronta la quarta e la seconda affronta la terza. Le vincenti si affrontano nella finale per l'attribuzione del titolo di campione. Non sono previste retrocessioni.

## Le squadre

### Organico 2024-2025
- Adelaide United
- Brisbane Roar
- Canberra United
- C.C. Mariners
- Melbourne City
- Melbourne Victory
- Newcastle Jets
- Perth Glory
- Sydney FC
- Wellington Phoenix
- West. Sydney W.
- Western Utd

## Albo d'oro
- 2008-2009  Queensland Roar
- 2009  Sydney FC
- 2010-2011  Brisbane Roar
- 2011-2012  Canberra United
- 2012-2013  Sydney FC
- 2013-2014  Melbourne Victory
- 2014  Canberra United
- 2015-2016  Melbourne City
- 2016-2017  Melbourne City
- 2017-2018  Melbourne City
- 2018-2019  Sydney FC
- 2019-2020  Melbourne City
- 2020-2021  Melbourne Victory
- 2021-2022  Melbourne Victory
- 2022-2023  Sydney FC
- 2023-2024  Melbourne City
- 2024-2025  Melbourne City

## Statistiche

### Titoli per squadra
| Squadra           | Titoli | Anni                                                  |
| ----------------- | ------ | ----------------------------------------------------- |
| Melbourne City    | 5      | 2015-2016, 2016-2017, 2017-2018, 2019-2020, 2023-2024 |
| Sydney FC         | 4      | 2009, 2012-2013, 2018-2019, 2022-2023                 |
| Melbourne Victory | 3      | 2013-2014, 2020-2021, 2021-2022                       |
| Brisbane Roar     | 2      | 2008-2009, 2010-2011                                  |
| Canberra United   | 2      | 2011-2012, 2014                                       |